# 河北省历史文化名城
河北省历史文化名城由河北省政府公布，现有6座。
- - 宣化
  - 蔚县（2018年5月2日升格为中国历史文化名城）
  - 涿州
  - 定州
  - 赵县
  - 邢台
  - 大名